# Peter Howell (acteur)
Pour les articles homonymes, voir Peter Howell.
Peter Howell, né le 25 octobre 1919 à Londres et mort le 20 avril 2015 est un acteur britannique.

## Filmographie partielle
- 1961 : Les Chevaliers du démon de Robert S. Baker et Monty Berman
- 1987 : Bellman and True de Richard Loncraine
- 1993 : Les Ombres du cœur de Richard Attenborough
- 2004 : Rochester, le dernier des libertins de Laurence Dunmore